# Rikkie Kollé
Rikkie Valerie Kollé (Hoorn, 6 april 2001) is een Nederlands model en schoonheidskoningin die bekend staat om haar deelname aan verschillende modellen- en schoonheidswedstrijden.
Op 17-jarige leeftijd deed ze in 2018 mee aan het elfde seizoen van de televisieshow Holland's Next Top Model. Hoewel ze de titel niet won, werd ze geprezen door de jury en werd ze erkend als een opkomend talent in de modellenwereld. Ze was het tweede transgendermodel dat ooit aan het televisieprogramma heeft deelgenomen. In 2019 bereikte Kollé de finale van de Elite Model Look.
In 2023 deed Kollé mee aan de Miss Nederland-verkiezing. Ze werd gekozen als een van de finalisten en won uiteindelijk de titel, waarmee ze de eerste transgender vrouw werd die Miss Nederland won. Tijdens haar deelname aan de wedstrijd sprak ze over haar wens om zich in te zetten voor de lange wachtlijsten in de transgenderzorg in Nederland.
In 2024 was Kollé een van de deelnemers aan het 24e seizoen van het RTL 4-programma Expeditie Robinson. Ze viel als vierde af en eindigde daarmee op de zeventiende plaats. In 2025 deed ze mee aan het televisieprogramma The Floor VIPS. Ook nam Kollé dat jaar deel aan De kwis met ballen.

## Privé
Kollé is open over haar ervaringen als transgender vrouw en heeft gesproken over de uitdagingen en overwinningen die ze heeft ervaren tijdens haar transitie.
Kollé is van Molukse afkomst en groeide op in Den Helder.